# Osowiec (województwo opolskie)
Osowiec (do 2010 Osowiec Śląski, dodatkowa nazwa niem. Königshuld) – wieś w Polsce, położona w województwie opolskim, w powiecie opolskim, w gminie Turawa.
W latach 1975–1998 wieś położona była w ówczesnym woj. opolskim.

## Integralne części wsi
| SIMC    | Nazwa           | Rodzaj     |
| ------- | --------------- | ---------- |
| 0504226 | Osowiec-Osiedle | część wsi  |
| 0504232 | Trzęsina        | przysiółek |

## Historia
Osowiec jest starą wsią o bogatych tradycjach hutniczych.
Znajduje się tu Fabryka Wyrobów Metalowych Kuźnia Osowiec Sp. z o.o. produkująca odkuwki matrycowe oraz łańcuchy. Fabryka należy do najstarszych zakładów tego typu w Polsce. Jej historia sięga końca XVIII wieku, kiedy to na mocy przywileju króla pruskiego Fryderyka II Wielkiego z 18 czerwca 1785 roku dla 78 wrocławskich firm kupieckich rozpoczęto budowę fabryki produkującej stal surową oraz prasowane i kute wyroby z blachy. Wybudowano również dom urzędniczy i 10 domów rodzinnych. W 1787 zakład odwiedził sam Fryderyk II, który przy okazji przyjął hołd kupców wrocławskich. Wizytę króla upamiętniono nazywając miejscowość i zakład Königshuld co znaczy "Hołd Królewski". Przedtem fabrykę określano jako zakład położony obok wsi Węgry nad Małą Panwią. Do 2004 roku fabryka produkowała również narzędzia.
Osowiec oprócz budowy fabryki podjął również wraz z innymi miejscowościami - Węgrami, Trzęsiną oraz Kolanowicami myśl o budowie kościoła. Wszystkie te miejscowości należały wcześniej do parafii Kotórz Wielki, od której dzieliły je znaczne odległości, więc pomysł został szybko zrealizowany. Wymienione wioski zyskały własnego duszpasterza już w 1923, w 1925 roku wyodrębniono je z parafii Kotórz Wielki, a nowy kościół poświęcono w 1939 roku w Węgrach. Przed II wojną światową w Osowcu mieszkało wiele rodzin wyznania ewangelickiego, większość z nich opuściła jednak swoje domy przed nadejściem frontu.
W Osowcu znajdowała się również gorzelnia piwa, młyn wodny, cegielnia i szkoła ewangelicka.
Nazwa Osowiec funkcjonuje też w odniesieniu do znajdującego się w pobliżu Jeziora Srebrnego będącego częścią kompleksu Jezior Turawskich.